# Bataljon Jagers te Paard
Bataljon Jagers te Paard (Frans: Bataillon de chasseurs à cheval) is een Belgische militaire verkenningseenheid en ook gekend onder de naam Bataljon ISTAR (Bn ISTAR). De eenheid heeft als thuisbasis Kwartier Commandant de Hemptinne in Heverlee en is tweetalig (Nederlands en Frans). Taken houden onder andere in: verkenning en waarneming (zowel op voertuig als te voet), schaduwen, force protection, raids, en hinderlagen uitvoeren.

## Geschiedenis

### Ontstaan en naamgeving
Het Bataljon Jagers te Paard is officieel opgericht op 4 juli 2011 uit een fusie van de laatste twee verkennerseenheden: het 1 Regiment Jagers te Paard - Gidsen en het 2/4 Regiment Jagers te Paard. Het 2/4 Regiment Jagers te Paard was op haar beurt ontstaan op 29 september 2004 uit de fusie van het Eskadron 2 Jagers te Paard en het Eskadron 4 Jagers te Paard. Op 28 oktober 2011 was de oprichtingsparade met het overhandigen van de standaard en de benoeming van de eerste korpscommandant en korpsadjudant.

### Missies
(deze lijst is niet volledig)

#### Binnenland
- Vigilant Guardian: Ondersteuning bij het bewaken van plaatsen die gevoelig zijn voor een aanslag. (2015-2021)

#### Buitenland
2013
- ISAF: bescherming van de luchthaven van Kandhahar in Afghanistan met een detachement BSR (Battlefield Surveillance Radar)[3][4]

2014
- ISAF: bescherming van de luchthaven van Kandhahar in Afghanistan.

2015
- EUTM Mali: beveiliging van de Europese instructeurs die deelnamen aan de Europese trainingsmissie voor het Malinese leger.[5]

2018
- Resolute Support: bescherming van de internationale luchthaven van Mazar-e-Sharif en het aangrenzende Camp Marmal in het noordoosten van Afghanistan[6]
- MINUSMA: verzamelen van inlichtingen in het oosten van Mali nabij de  stad Gao[7]

2019
- MINUSMA[8]

## ISTAR
De taken en werkwijze van de eenheden voor de fusie werden aangepast aan het ISTAR-concept wat staat voor intelligence, surveillance, target acquisition and reconnaissance (inlichtingen verzamelen, observeren, doelbepaling en verkennen). 
De voormalige manoeuvre-eenheden waren grondverkenningseenheden met een beperkte aantal gevechtstaken en hadden een zeer beperkte analysecapaciteit. Het huidige bataljon doet nog steeds grondverkenning maar gebruikt meerdere bronnen (bv: drones, radar, afluisterapparatuur, ...)  om analyses van de tegenstander, omgeving, bevolking, ... te maken. Ook sensoren en analysecapaciteit van de Luchtcomponent kunnen geïntegreerd worden.

## Tradities
Het bataljon heeft de militaire tradities overgenomen van 1 Jagers te Paard, 2 Jagers te Paard en 4 Jagers te Paard en zet als laatste cavalerie-eenheid de rijke geschiedenis van de Belgische cavalerie verder.
Het bataljon heeft 3 petergemeenten: Hamme, Brugge en Blegny en drie 3 zustereenheden:
- 1er régiment de spahis (Frankrijk)[11], een voortzetting van de verzusteringsakte van het 4e regiment Jagers te Paard en de Spahis.[12]
- verkenningscompagnie (Luxemburg)
- Joint ISTAR Commando (Nederland)

De bataljonsmars is de mars van het 1 Jagers te Paard gecomponeerd  door Jean-Valentin Bender. 
Het mutskenteken is het embleem van het 2/4 Regiment Jagers te Paard :
- vermelding Reigersvliet wat verwijst naar de Slag aan de Reigersvliet
- jachthoorn verwijst naar de jager en de jacht
- de sabel is het wapen van de lichte cavalerie
- de kroon symboliseert de verbondenheid met het koningshuis
- de gele achtergrondkleur is de kleur van de verkenners

De standaard (= vlag van de eenheid) is de standaard van het 1 Jagers te Paard en draagt de nestel in de kleuren van het Kruis der Ontsnapten 1940-1945 en van het Oorlogskruis.   Op het vaandel staan de volgende vermeldingen:
- VELDTOCHT 1914-1918
- REIGERSVLIET
- ANTWERPEN
- DE GEETE

## Korpscommandant
- luitenant-kolonel Jan Abts (28 oktober 2011 - 21 mei 2014)[14]
- luitenant-kolonel Francis Pierard (21 mei 2014 - 29 juni 2016)[15]
- luitenant-kolonel Bruno Van Loo (29 juni 2016 - 14 september 2018)[14]
- luitenant-kolonel Laurent Dolpire (14 september 2018 - 9 oktober 2020)
- luitenant-kolonel Tom Demeersman (09 oktober 2020 - heden)[14]

## Organisatie van het bataljon

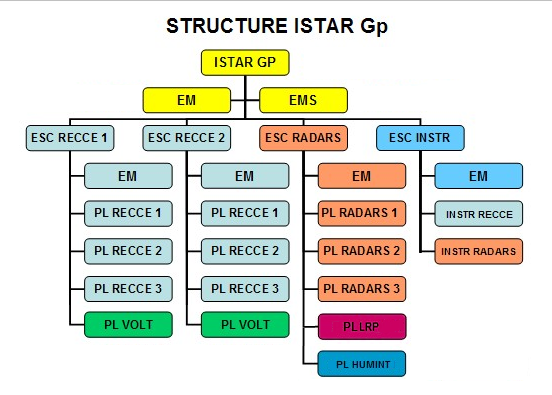

- ISTAR-Bataljon Jagers te Paard met:
  - een Staf;
  - een Staf- en Diensteneskadron  ;
  - Twee Grondverkenningseskadrons met elk:
    - een Staf ;
    - Drie - vier Verkenningspelotons op Pandur;
    - en een Voltigeurspeloton

  - een Slagveldbewakingseskadron met elk:
    - een Staf;
    - Drie - Vier Radarpelotons op Unimog of Dingo II;
    - (een Peloton LRP);
    - (en een Peloton Human Intelligence).

  - en een Instructie-Eskadron met elk:
    - een Staf;
    - een Instructie-Verkenningspeloton op Pandur;
    - een Instructie-slagveldbewaking - Radarpeloton op Unimog of Dingo II;
    - (een Instructie-LRP - Voltigeurspeloton);
    - (Twee Pelotons Human Intelligence 3).

## Materiaal
(deze lijst is niet volledig)
- voertuigen:
  - Dingo
  - Pandur I
  - Iveco LMV
  - Bombardier Iltis
- drone:
  - RQ-11 Raven
- wapens
  - FN Minimi
  - FN MAG
  - FN SCAR
  - FN Five-seveN
  - FN FNC
- radar:
  - Thales Squire[16]